# Tonie Campbell
Tonie Campbell (Anthony Eugene Campbell) (* 14. června 1960 Los Angeles) je bývalý americký atlet, běžec na 60 a 110 metrů překážek.

## Sportovní kariéra
V roce 1984 startoval na olympiádě v Los Angeles, kde obsadil páté místo v běhu na 110 metrů překážek. O čtyři roky později v Soulu vybojoval v této disciplíně olympijskou bronzovou medaili. V halových závodech byla pro něj nejúspěšnější sezóna 1987 – v Indianopolis se stal halovým mistrem světa na 60 metrů překážek v osobním rekordu 7,51 s. Jeho nejlepší výkon na 110 metrů překážek 13,17 s pochází z roku 1987.